# Execução póstuma

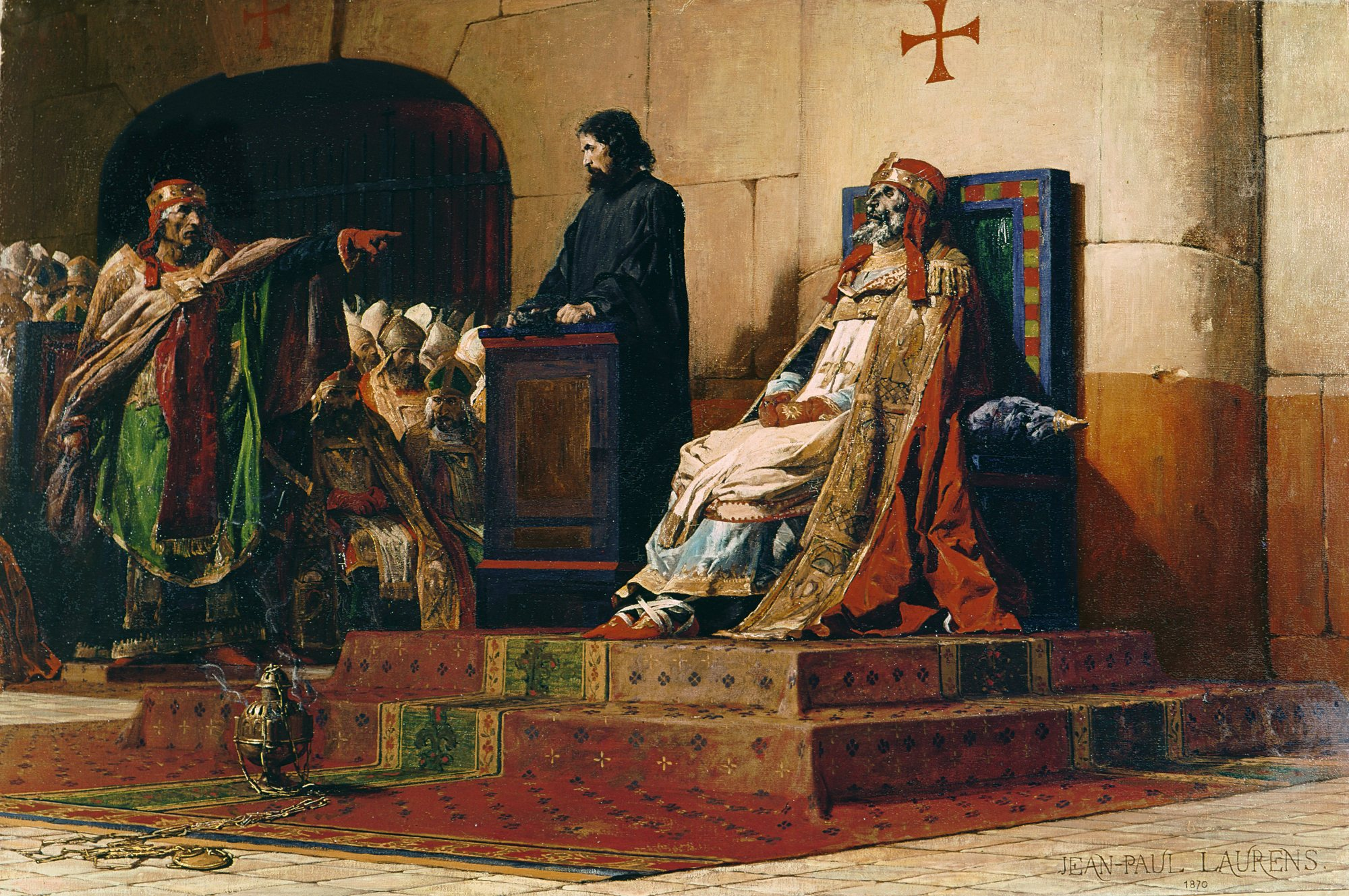
Papa Formoso e Estêvão VI, pintura a óleo de Jean-Paul Laurens, datada de 1870, representa o Sínodo do Cadáver, quando após um julgamento, houve a execução póstuma do cadáver do Papa Formoso, em janeiro de 897.

Execução póstuma é o ritual ou mutilação cerimonial de um cadáver com caráter punitivo. Sua realização tinha o objetivo de mostrar que mesmo após a morte, não se pode escapar da justiça.

## Dissecação como punição na Inglaterra
Alguns cristãos creem que a ressurreição dos mortos no Dia do Julgamento exige que o corpo seja enterrado íntegro de face para o leste, de modo que se levante diante de Deus. Se o esquartejamento impedir a possibilidade de ressurreição de um corpo intacto, então a execução póstuma tornava-se uma forma efetiva de punir um criminoso.
Na Inglaterra, Henrique VIII concedia o direito anual aos cadáveres de quatro criminosos enforcados. Carlos II mais tarde aumentou o número para seis …. A dissecação era agora uma punição reconhecida, um destino pior que a morte a ser adicionado ao enforcamento para os piores criminosos.

As dissecações realizadas em criminosos enforcados eram públicas: certamente, parte da punição era a entrega do enforcado aos cirurgiões no cadafalso em seguida à execução e mais tarde a exibição pública do corpo aberto …. [E]m 1752, uma lei foi aprovada permitindo a dissecação de todos os assassinos como alternativa ao enforcamento com exibição pública. Este era um destino aterrador, o corpo suspenso numa gaiola até que se partisse em pedaços. O objetivo deste tipo de punição e da dissecação era negar o direito a uma sepultura …. A dissecação era descrita como “um terror adicional e peculiar marca de infâmia” e “em nenhum caso absolutamente deve o corpo de qualquer assassino ser enterrado”. O resgate, consumado ou tentado, do cadáver era punível com o transporte penal por sete anos.— Dr. D.R. Johnson, Introductory Anatomy.

## Casos conhecidos
- Em 897, o Papa Estêvão VI fez com que o cadáver do Papa Formoso fosse exumado e posto a julgamento durante o episódio conhecido como Sínodo do Cadáver. Condenado, o cadáver teve três dedos da mão direita – os que são usados para abençoar – decepados e foi mais tarde lançado no Rio Tibre.[6]
- Haroldo Pé de Lebre, rei dos Anglo-Saxões de 1035 a 1040, filho ilegítimo de Canuto II da Dinamarca, morreu em 1040 e seu meio-irmão, Canuto III, ao sucedê-lo, fez com que seu corpo fosse tirado da sepultura e jogado num recinto com animais.[7]
- Simão de Montfort, 6º Conde de Leicester, morreu de ferimentos causados durante a Batalha de Evesham em 1265, teve seu corpo decapitado, castrado, enforcado, arrastado e esquartejado pelos cavaleiros de Henrique III da Inglaterra.[8]
- John Wycliffe (1328–1384) foi queimado na fogueira como herege 44 anos após sua morte.
- Vlad, o Empalador (1431–1476) foi decapitado logo depois de seu assassinato.
- Jacopo Bonfadio (1508–1550) foi decapitado por sodomia e então seu cadáver foi queimado na fogueira por heresia.
- Por ordem de Maria I da Inglaterra, o corpo de Martin Bucer (1491–1551) foi exumado e queimado em Market Square em Cambridge.
- Em 1600, após o fracasso de uma conspiração, os corpos de  John Ruthven e seu irmão Alexander Ruthven foram enforcados e esquartejados em Edimburgo, na Escócia.[9] Suas cabeças foram colocados em estacas em Old Tolbooth e seus membros colocados em estacas situadas em vários lugares na região de Perth.[10]

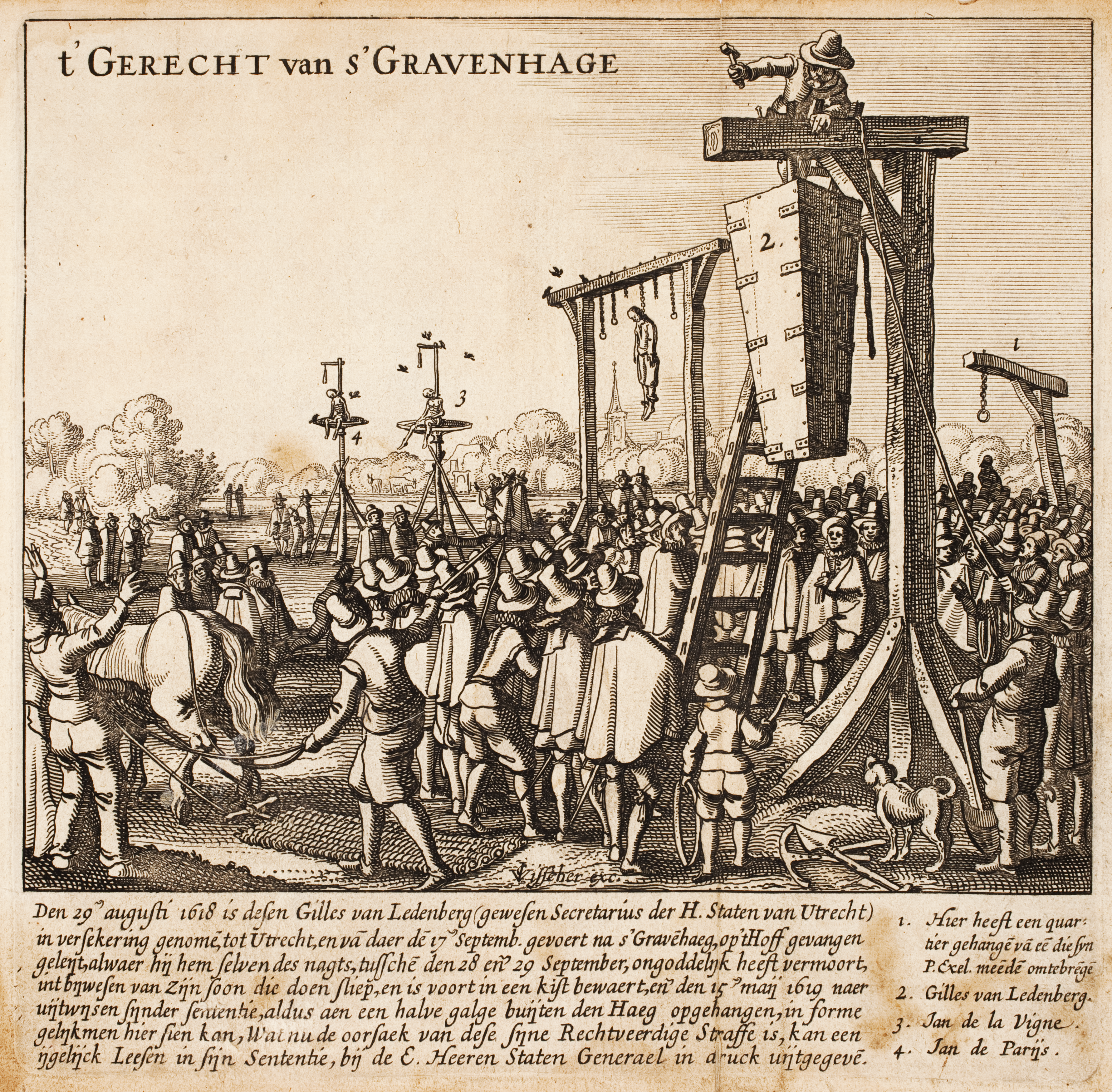
A execução póstuma de Gilles van Ledenberg em 1619

- Gilles van Ledenberg, cujo corpo embalsamado foi pendurado numa forca em 1619, após sua condenação no julgamento de Johan van Oldenbarnevelt.
- Um total de 59 regicidas de Carlos I da Inglaterra, aí incluso o mais proeminente deles, o Lorde Protetor Oliver Cromwell, que morreram antes da Restauração de seu filho Carlos II em 1660. O  Parlamento aprovou legislação regulando a questão da alta traição condenando os quatro principais regicidas já mortos: John Bradshaw, Oliver Cromwell, Henry Ireton e Thomas Pride.[11] Os corpos foram exumados e três deles foram pendurados na forca por um dia em Tyburn, Londres e depois decapitados. Os três corpos foram então lançados em um poço próximo ao patíbulo, enquanto as cabeças foram colocadas, com a de Bradshaw no meio, ao final do Westminster Hall. Não se conhece o simbolismo dessas ações uma vez que nenhum desses lugares está relacionado aos lugares do julgamento e da execução de Carlos I.[12] A cabeça de Oliver Cromwell só foi enterrada em 1960. O corpo de Pride não recebeu punição póstuma, dado seu estado de putrefação.
- Em 1917, o corpo de Rasputin, o místico russo, foi exumado por uma turba e queimado com gasolina.
- Em 1918, o corpo de Lavr Kornilov, general russo, foi exumado por uma multidão pró-bolchevique. Foi então golpeado, pisoteado e queimado.
- Em 1945, o corpo de Gebhard von Blücher (1742–1819) foi exumado por tropas soviéticas que entraram em seu  mausoléu e reportou-se que seu crânio foi usado como bola de futebol. Depois de 1989, os seus despojos profanados foram levados do túmulo por um padre e enterrados nas catacumbas de uma igreja em Sośnica, a 3 km de Krobielowice, na Baixa Silésia, Polônia.[13]
- O corpo do general Gracia Jacques, um apoiador de François Duvalier (“Papa Doc”) (1907–1971), o ditador haitiano, foi exumado ritualmente agredido até a “morte” em  1986.[14]